# Babiana
 Babiana é um gênero da família Iridaceae.
A babiana é uma planta bulbosa, de textura herbácea, que encanta a todos com suas flores azuladas e delicadamente perfumadas. Suas folhas têm forma de espada, são eretas, plissadas, pubescentes, entouceiradas e alcançam de 20 a 30 centímetros de altura. Elas crescem no meio do inverno e permanecem até o verão, quando amarelecem, secam e caem. As flores surgem na primavera, em inflorescências elevadas acima da folhagem, por longas hastes. Elas são simples, com seis pétalas cada, em diversos tons de azul, roxo, rosa, amarelo, vermelho e branco, de acordo com a cultivar.
No jardim, esta florífera perfumada é excelente para a formação de maciços e bordaduras. Assim como outras bulbosas, ela confere sofisticação e charme à paisagem. Os canteiros são de média manutenção, exigindo apenas regas e fertilizações durante o crescimento e floração, além de renovação a cada dois anos. A babiana é conhecida também como flor-de-babuíno, Baboon flower  em inglês, pois em seu habitat, elas têm seus bulbos desenterrados e comidos por estes primatas. Existem muitas cultivares e híbridos de babianas, em diversas cores e tamanhos diferentes. Também pode ser plantada em vasos e jardineiras.
Deve ser cultivada sob sol pleno, em solo fértil, preferencialmente arenoso, bem drenável, enriquecido com matéria orgânica e irrigado regularmente. A babiana aprecia o clima subtropical, com estações marcadas, mas inverno não muito rigoroso. Quando a planta inicia o amarelamento das folhas, as regas devem ser suspensas e retomadas no período de crescimento, ou seja, no meio do inverno. Pode-se deixá-los a descansar na terra ou removê-los para guardar em local seco e fresco. Plantar com espaçamento de 8 centímetros entre bulbos. Multiplica-se por sementes e divisão dos bulbos menores formados entorno do bulbo mãe.

## Espécies
| - Babiana ambigua - Babiana angustifolia - Babiana curviscapa - Babiana disticha - Babiana flabellifolia - Babiana framesii - Babiana nana - Babiana patersoniae - Babiana patula | - Babiana plicata - Babiana purpurea - Babiana pygmaea - Babiana ringens - Babiana rubrocyanea - Babiana tubulosa - Babiana truncata - Babiana vanzylieae - Babiana villosa |